# ユリノハナ
「ユリノハナ」は、日本の音楽ユニット・day after tomorrowの11作目のシングル。

## 概要
- 前作「君と逢えた奇蹟」から約1か月ぶりにして、3か月連続作品リリースの第2弾作品として発売された。また、同年活動休止を発表したため最後のシングルとなった。
- 表題曲による単独A面シングルは「Stay in my heart」以来7作ぶりとなった。
- 表題曲は前作に引き続きOV『day alone〜マノーラと姫ちゃん〜』の第2話と最終話の主題歌並びに挿入歌に使用された。
- CD+DVD規格とCD規格、DVD-Audio規格、SACD規格の4形態で発売された。DVDにはOV『day alone〜マノーラと姫ちゃん〜』の第2話と、表題曲のビデオクリップが収録された。
- オリコンチャート初登場12位を獲得。10作連続でトップ20入りを果たした。

## 収録曲
| 全作曲: 鈴木大輔、全編曲: 五十嵐充、day after tomorrow。 |                               |           |            |      |
| #                                                        | タイトル                      | 作詞      | 作曲・編曲 | 時間 |
| 1.                                                       | 「ユリノハナ」                | 五十嵐充  | 鈴木大輔   | 3:50 |
| 2.                                                       | 「ユリノハナ -Instrumental-」 |           | 鈴木大輔   | 3:49 |
| 合計時間:                                                | 合計時間:                     | 合計時間: | 7:39       |      |

### 解説
1. ユリノハナ
2. ユリノハナ -Instrumental-
表題曲のインストゥルメンタルバージョン。

## 参加ミュージシャン
day after tomorrow
- misono：Vocals
- 北野正人：Guitar
- 鈴木大輔：Keyboards

support musician
- 五十嵐充：Programming & Keyboards (全曲)
- 加藤薫：Electric Guitar & Acoustic Guitar (全曲)
- 川村ゆみ：Backing Vocals (#1)

## タイアップ
- OV『day alone〜マノーラと姫ちゃん〜』第2話・最終話主題歌&挿入歌 (#1)

## 収録アルバム
- day alone (#1)
- complete Best (#1)
- single Best (#1)
- Selection Best Album (#1)